# Diecezja Puqi
Diecezja Puqi (łac. Dioecesis Puchivana, chiń. 天主教蒲圻教区) – rzymskokatolicka diecezja ze stolicą w Chibi (do 1998 pod nazwą Puqi), w prefekturze miejskiej Xianning, w prowincji Hubei, w Chińskiej Republice Ludowej. Biskupstwo jest sufraganią archidiecezji Hankou.

## Historia
12 grudnia 1923 papież Pius XI brewe Quo christiani erygował prefekturę apostolską Puqi. Dotychczas wierni z tych terenów należeli do wikariatu apostolskiego Wschodniego Hubei (obecnie archidiecezja Hankou). 28 października 1926 prefekt apostolski Puqi, Odorico Cheng Hede OFM, znalazł się wśród pierwszych księży chińskiego pochodzenia wyświęconych na biskupów. Sakry udzielił im osobiście papież Pius XI w Watykanie. 10 maja 1951 prefekturę apostolską Puqi podniesiono do rangi diecezji.
Z 1950 pochodzą ostatnie pełne, oficjalne kościelne statystyki. Prefektura apostolska Puqi liczyła wtedy:
- 5 413 wiernych (0,7% społeczeństwa)
- 12 kapłanów (wszyscy diecezjalni)
- 12 sióstr zakonnych
- 5 parafii.

Od zwycięstwa komunistów w chińskiej wojnie domowej w 1949 diecezja, podobnie jak cały prześladowany Kościół katolicki w Chinach, nie może normalnie działać. Bp Joseph Li Daonan podjął współpracę z komunistami. M.in. bez zgody papieża wyświęcał nowych biskupów Patriotycznego Stowarzyszenia Katolików Chińskich, czym zaciągnął na siebie ekskomunikę latae sententiae. Posłuszeństwo wobec władz państwowych nie uchroniło go przed śmiercią w czasie rewolucji kulturalnej.
Kolejnym antybiskupem z nominacji PSKCh został w 2001 Anthony Shihua Tu OFM, od 1959 antybiskup Hanyang. Mieszkał on w Pekinie, gdzie pracował w centrali Patriotycznego Stowarzyszenia Katolików Chińskich. Zmarł w 2017.
Patriotyczne Stowarzyszenie Katolików Chińskich do diecezji Puqi przyłączyło zlikwidowaną przez siebie diecezję Qichun. Odbyło się to bez zgody papieża, więc decyzja ta jest nieważna z punktu widzenia prawa kanonicznego.
Brak informacji o jakimkolwiek biskupie z Kościoła podziemnego.

## Ordynariusze

### Prefekci apostolscy
- bp Odorico Cheng Hede OFM (1924 – 1928)
- ks. Joseph Marie Zhang Jingxiu (1929 – 1941)
- ks. John Siao (1947 – 1949) proprefekt
- ks. Joseph Li Daonan (1949 – 1951)

### Biskupi
- Joseph Li Daonan (1951 - 1971 lub 1973) od lat 50. ekskomunikowany
- sede vacante (być może urząd sprawował biskup(i) Kościoła podziemnego) (1973 – nadal)

### Antybiskup
Ordynariusz mianowany przez Patriotyczne Stowarzyszenie Katolików Chińskich nieposiadający mandatu papieskiego:
- Anthony Shihua Tu (2001 - 2017) także antybiskup Hanyang